# کیست لوزالمعده

میزان بروز نسبی تومورهای‌های مختلف لوزالمعده، کیست‌های در سمت راست مرکز با رنگ سبز نشان داده شده‌اند. همچنین کیست‌های غیر توموری شامل کیست‌های کاذب لوزالمعده، کیست احتباسی، کیست اپیتلیال خوش‌خیم، کیست لنفی اپیتلیومی، کیست سنگفرشی (کیست درموئید و کیست اپیدرمی در طحال نابجای داخل لوزالمعده)، کیست‌های غیر توموری موسینی و لنفانژیوم‌ها می‌باشد.

کیست لوزالمعده (انگلیسی: Pancreatic cyst) یک کیسه پر از مایع در لوزالمعده است. شیوع کیست‌های لوزالمعده بر اساس مطالعات تصویربرداری ۲٪ تا ۱۵٪ است، اما بر اساس یافاه‌های کالبد شکافی، شیوع ممکن است تا ۵۰٪ هم باشد. اکثر کیست‌های لوزالمعده خوش‌خیم هستند و خطر بدخیمی (سرطان لوزالمعده) ۰٫۵٪ تا ۱٫۵٪ است. کیست‌های کاذب لوزالمعده و سیست‌آدنوم سروزی لوزالمعده (که مجموعاً ۱۵٪ تا ۲۵٪ از کل کیست‌های لوزالمعده را تشکیل می‌دهند) کیست‌های خوش‌خیم لوزالمعده با خطر بدخیمی صفر درصد در نظر گرفته می‌شوند.
علل بروز کیست لوزالمعده ممکن است خوش‌خیم تا بدخیم باشد. کیست‌های لوزالمعده می‌توانند در زمینهٔ پانکراتیت ایجاد شوند، اگرچه تنها ۶ هفته پس از پانکراتیت حاد تشخیص داده می‌شوند.
نئوپلاسم‌های پاپیلاری موسینی داخل مجرای در مجرای اصلی لوزالمعده (IPMNs) با اتساع آن همراه هستند، در حالی که IPMNهای شاخهٔ جانبی با اتساع مجرا همراه نیستند. با روش تصویربرداری MRCP می‌تواند به تشخیص موقعیت کیست‌ها نسبت به مجرای لوزالمعده کمک کند و درمان و پیگیری مناسب‌تری را اتخاذ نمود. شایع‌ترین بدخیمی که می‌تواند به صورت کیست لوزالمعده ظاهر شود، تومور کیستی موسینی است.

## تشخیص
کیست‌های لوزالمعده معمولاً به صورت اتفاقی و زمانی که تصویربرداری پزشکی برای اهداف دیگری انجام می‌شود، کشف می‌شوند و معمولاً بدون علامت هستند. برای تشخیص این کیست‌ها معمولاً از ام‌آرآی یا سی‌تی اسکن با مادهٔ حاجب استفاده می‌شود. گاهی لازم است بیمار کارهای تشخیصی بیشتری همچون سونوگرافی آندوسکوپیک (با یا بدون بیوپسی) و MRCP انجام دهد. سونوگرافی آندوسکوپیک در تشخیص ویژگی‌های پرخطر رادیوگرافیک کیست‌های لوزالمعده در مقایسه با ام‌آرآی از دقت بالاتری برخوردار است، به خصوص اگر از کنتراست تقویت‌کننده نیز استفاده شود.
بر اساس تصویربرداری، کیست‌هایی که باعث انسداد مجرای صفراوی و اتساع مجرای اصلی لوزالمعده بیش از ۱۰ میلی‌متر شوند، یا اگر توده در دیواره‌های آنها بزرگتر از ۵ میلی‌متر باشد، همه اینها ویژگی‌های پرخطر محسوب می‌شوند و با خطر ۵۶٪ تا ۸۹٪ سرطان مرتبط هستند.
تجزیه و تحلیل دی‌ان‌ای مایع کیست ممکن است به تشخیص کیست لوزالمعده کمک کند، اما بازده آن متغیر و بین بین ۲۵٪ تا ۵۰٪ است. جهش‌های ژنی سرکوبگر تومور فون هیپل لیندو (مرتبط با بیماری فون هیپل لیندو) با کیست‌های ساده، سیست‌آدنوماهای سروزی و تومورهای نورواندوکرین لوزالمعده که کمتر شایع هستند، مرتبط هستند. جهش‌های ژن KRAS با بروز کیست‌های موسینی، جهش‌های ژن GNAS با نئوپلاسم‌های پاپیلاری موسینی در مجرای اصلی لوزالمعده و جهش‌های بتا-کاتنین با بروز تومورهای توپر پاپیلاری کاذب مرتبط هستند.

## انواع
کیست‌های کاذب لوزالمعده و همچنین سیست‌آدنوماهای سروزی هر دو خوش‌خیم هستند و احتمال بدخیمی ندارند. سیست‌آدنوماهای سروزی معمولاً در دهه ۵–۷ زندگی ظاهر می‌شوند که ۶۰ درصد موارد در زنان است.
نئوپلاسم‌های پاپیلاری موسینی مجرای اصلی لوزالمعده (IPMN مجرای اصلی) یا شاخه‌های آن (IPMN مجرای شاخه‌ای) یا هر دو مجرا (IPMN نوع مختلط) را درگیر می‌کند. این کیست‌ها ضایعاتی پیش‌بدخیم هستند و تومورهای پاپیلاری موسینی مجرای اصلی دارای پتانسیل بدخیمی ۳۳ تا ۸۵٪ هستند و تومورهای پاپیلاری موسینی مجرای فرعی/شاخه‌ای با خطر ۱۵٪ بدخیمی در ۱۵ سالگی همراهند. این کیست‌ها معمولاً در دهه پنجم زندگی رخ می‌دهند و شیوع آن در مردان و زنان برابر است. این کیست‌ها ممکن است به صورت ضایعات منفرد یا متعدد ظاهر شوند و ممکن است باعث پانکراتیت شوند زیرا مجرای لوزالمعده توسط موسین مسدود شده است.
نئوپلاسم کیست موسینی لوزالمعده معمولاً دُم لوزالمعده را درگیر می‌کند و ۹۰ درصد موارد زنان را درگیر می‌کند و معمولاً در دهه ۴–۶ زندگی ظاهر می‌شوند. این کیست‌های دارای پتانسیل بدخیمی به میزان ۱۰٪ تا ۳۴٪ هستند. این نوع از کیست‌ها با مجاری لوزالمعده ارتباط برقرار نمی‌کنند و معمولاً به صورت ضایعات منفرد، دیواره ضخیم، بدون حفره‌های متعدد درونی (تنها دارای یک حفره) ظاهر می‌شوند. این کیست‌ها به‌طور مشخص حاوی سلول‌های استرومایی تخمدانی هستند.
تومورهای نورواندوکرین لوزالمعده ممکن است گاهی دچار دژنراسیون شوند و کیست تشکیل دهند. این نوع تومورها از سلول‌های غدد درون‌ریز لوزالمعده به وجود می‌آیند و ۱۰٪ آنها عملکرد فعال دارند و قادر به ترشح هورمون هستند. ۸۰٪ از این تومورها گیرنده‌های سوماتواستاتین را بیان می‌کنند، بنابراین می‌توان آنها را در اسکن گالیم شناسایی کرد.

## رهنمودهای پیگیری
کیست‌های ۱ تا ۵ میلی‌متری در سی‌تی اسکن یا سونوگرافی معمولاً برای تعیین سرشتی بسیار کوچک هستند و خوش‌خیم تلقی می‌شوند. هیچ پیگیری تصویربرداری بیشتر برای این ضایعات توصیه نمی‌شود. کیست‌های ۶ تا ۹ میلی‌متری نیاز به یک بار پیگیری ظرف ۲ تا ۳ سال دارند، ترجیحاً با کلانژیوپانکراتوگرافی تشدید مغناطیسی (MRCP) برای ارزیابی بهتر مجرای لوزالمعده. اگر در پیگیری دوم اندازه‌اش تغییری نکرده باشد، پیگیری تصویربرداری بیشتری توصیه نمی‌شود. برای کیست‌های ۱ تا ۱٫۹ سانتی‌متری، پیگیری با MRCP یا سی‌تی اسکن چند مرحله‌ای در ۱ تا ۲ سال بعدی پیشنهاد می‌شود. اگر در پیگیری وضعیتش ثابت مانده باشد، فاصله پیگیری تصویربرداری‌های بعدی به ۲ تا ۳ سال افزایش می‌یابد. کیست‌های ۲ تا ۲٫۹ سانتی‌متری پتانسیل بدخیمی بیشتری دارند و یک سونوگرافی آندوسکوپی اولیهٔ پیشنهاد می‌شود و به دنبال آن MRCP یا سی‌تی اسکن چند مرحله‌ای ظرف ۶ تا ۱۲ ماه باید انجام شود. اگر بیماران جوان هستند، ممکن است جراحی برای جلوگیری از نیاز به پایش طولانی در نظر گرفته شود. اگر این کیست‌ها در پیگیری پایدار بمانند پیگیری تصویربرداری بعدی با فاصله ۱ تا ۲ سال انجام می‌شود.